# Edward Rajkowski
Edward Rajkowski (ur. 15 października 1913 w Tomaszpolu, zm. ?) – pułkownik Milicji Obywatelskiej, urzędnik Najwyższej Izbie Kontroli w okresie PRL.

## Życiorys
Urodził się 15 października 1913 w Tomaszpolu, w rodzinie Antoniego i Józefy.
Po zakończeniu II wojny światowej został oficerem Milicji Obywatelskiej. W Komendzie Głównej MO pełnił funkcję p.o. zastępcy komendanta ds. administracyjno-gospodarczych od 23 czerwca 1945 oraz był etatowym zastępcą komendanta ds. administracyjno-gospodarczych od 15 października 1945 do 15 czerwca 1949. W 1946 był w stopniu podpułkownika, a w 1949 w stopniu pułkownika. Z dniem 15 czerwca 1949 został oddelegowany do pracy w Najwyższej Izbie Kontroli.

## Ordery i odznaczenia
- Krzyż Komandorski Orderu Odrodzenia Polski (28 sierpnia 1954)[3]
- Krzyż Oficerski Orderu Odrodzenia Polski (22 lipca 1952)[4]
- Krzyż Kawalerski Orderu Odrodzenia Polski (10 października 1945)[5]
- Złoty Krzyż Zasługi (4 października 1946)[2]